# 후타마타가와촌
후타마타가와촌(일본어: 二俣川村)은 1889년 4월 1일부터 1939년 4월 1일까지 존재했던 일본 가나가와현 쓰즈키군의 촌이다. 

## 지리
현재의 요코하마시 아사히구 남부, 호도가야구 서부에 해당한다.

## 역사
- 1889년 4월 1일 - 정촌제 시행에 의해 쓰즈키군 후타마타가와촌이 성립하였다.
- 1939년 4월 1일 - 요코하마시에 편입해, 동일 후타마타가와촌은 폐지되어, 동일에 신설된 호도가야구의 일부가 되었다.
- 1969년 4월 1일 - 요코하마시 호도가야구에서 분구해 아사히구가 되었다.

## 교통

### 철도
- 신추 철도(현 사가미 철도)
  - 본선

소테츠 본선 기보가오카역, 소테쓰 이즈미노선의 미나미마키가하라역은 미개통. 

## 참고 문헌
- 角川日本地名大辞典編纂委員会,『角川日本地名大辞典 神奈川県』1984, 角川書店